# Butastur
Butastur là một chi chim trong họ Accipitridae.